# Macropis immaculata
Macropis immaculata är en biart som beskrevs av Wu 1965. Macropis immaculata ingår i släktet lysingbin, och familjen sommarbin. Inga underarter finns listade i Catalogue of Life.